# Bretella autostradale Lastra a Signa-Prato
La bretella autostradale Lastra a Signa-Prato (o Stagno - Prato) è stata una previsione di tracciato autostradale che dal 2010 avrebbe dovuto collegare lo svincolo di Lastra a Signa della strada di grande comunicazione Firenze-Pisa-Livorno con la strada statale 719 Prato-Pistoia all'altezza dell'allaccio con l'A11 presso lo svincolo di Prato Est e relativa area industriale.

## Storia

### Progetto e finanziamento
Dopo che fin dai primi anni 1970 si fece largo l'ipotesi di un nuovo ponte sull'Arno che fungesse da bypass per i centri cittadini di Lastra a Signa e di Signa, al fine di rimediare al forte congestionamento del traffico urbano, nel 1997 la CCIAA di Firenze e ANAS Toscana presentarono un progetto preliminare per collegare l'Interporto della Toscana Centrale e la FI-PI-LI, anche come alternativa al transito in A1 e Ponte all'Indiano. Nel 2001 viene dato incarico a Società Autostrade di realizzare uno studio di prefattibilità riguardo al collegamento tra la FI-PI-LI ed il comprensorio pratese. Nel 2003 la Regione Toscana mise a bando la possibilità di presentare proposte di realizzazione e gestione in concessione del nuovo asse viario attraverso lo strumento della finanza di progetto.
La Regione Toscana finanziò dunque nel 2006 la progettazione della cosiddetta "Bretella autostradale Lastra a Signa-Prato", prevedendo così di collegare direttamente la strada di grande comunicazione Firenze-Pisa-Livorno allo svincolo pratese dell'autostrada A11 Firenze-Mare. Il 17 luglio 2006 fu infatti firmato un contratto di circa 245 milioni di euro, e contributo regionale di 28,9 milioni, tra Regione Toscana e Società Infrastrutture Toscane S.p.A. per la realizzazione del progetto e successiva gestione dell'opera. L'autostrada regionale a pedaggio Lastra a Signa-Prato risulta una delle opere comprese nel Programma pluriennale degli investimenti sulla viabilità di interesse regionale per gli anni 2002-2007.
Il costo totale, già salito in fase di progettazione a circa 320 milioni di euro, raggiunse infine i 385.191 milioni IVA esclusa a seguito della Valutazione di Impatto Ambientale di luglio 2009 che richiese l'inserimento di importanti opere complementari. La programmazione dei lavori prevedeva 1 anno e mezzo di fase progettuale e 3 anni di fase esecutiva, con apertura del tracciato nella primavera del 2010.

### Caratteristiche tecniche e di tracciato
Il progetto prevedeva un tracciato lungo 9,4 km passante per i territori comunali di Lastra a Signa, Scandicci, Signa, Campi Bisenzio e Prato. Il percorso sarebbe dovuto iniziare a Stagno, presso il potenziato svincolo di Lastra a Signa che collega FI-PI-LI e SS67 Tosco-Romagnola, mentre la fine avrebbe dovuto essere lo svincolo a rotatoria allungata della Mezzana-Perfetti Ricasoli interconnesso con la SS719 Prato-Pistoia e l'A11 Firenze-Mare. I caselli posti agli svincoli di Signa e Mezzana prevedevano un pedaggio a sistema aperto di 1,50 euro per le automobili e di 2,30 per i mezzi pesanti, mentre nel solo tratto lastrigiano-signese l'infrastruttura sarebbe stata gratuita per rappresentare un'effettiva alternativa al congestionato Ponte a Signa.
La strada di categoria A avrebbe dovuta essere larga 25,5m con due carreggiate separate a doppia corsia e corsia di emergenza, rispettivamente di 3,75m e 3 metri ciascuna. L'infrastruttura sarebbe stata poi caratterizzata da uno spartitraffico centrale di 3,10 metri più una banchina di sinistra di 0,70 metri. Previsti inoltre tre viadotti: il primo di 1540m passante sopra Arno, ferrovia Leopolda, cassa di espansione dei Renai e Bisenzio; il secondo di 350m scavalcante la SS325 presso l'Indicatore; e l'ultimo di 350m che avrebbe oltrepassato nuovamente il fiume Bisenzio presso Capalle. L'infrastruttura sarebbe stata composta totalmente da tratti in sopraelevata di 2240 metri, pari al 24,5% del suo sviluppo totale. S.I.T. S.p.A. avrebbe inoltre realizzato e gestito anche tutte le strutture funzionali alla infrastruttura stradale: aree di servizio e ristorazione, spazi commerciali, direzionali e ricreativi.
Sulla base delle stime di traffico redatte nel "Piano di gestione dei trasporti e logistica" era previsto che al termine della realizzazione nel 2010 i veicoli giornalieri transitanti sulla bretella sarebbero stati in media 41 000 al giorno, con un aumento fino a 47 000 nel 2020. Il traffico pesante avrebbe inciso per il 25% circa sul traffico totale.

#### Tabella percorso
| LASTRA A SIGNA-PRATO Autostrada A11/S.G.C. |                                                     |     |      |
| Tipo                                       | Indicazione                                         | km  | Area |
|                                            | Lastra a Signa Firenze-Pisa-Livorno Tosco-Romagnola | 0,0 | FI   |
|                                            | Signa Pistoiese                                     | 3,0 | FI   |
|                                            | Campi Bisenzio                                      | 5,2 | FI   |
|                                            | Asse delle Industrie                                | 7,7 | FI   |
|                                            | Tre Ville Val di Setta e Val di Bisenzio            | 8,8 | FI   |
|                                            | Mezzana-Perfetti Ricasoli Prato-Pistoia Prato Est   | 9,4 | PO   |

### Rescissione del contratto
La Regione Toscana ritenendo il costo dell'opera eccessivo e gravoso chiese a S.I.T. S.p.A. di presentare ipotesi di nuovi tracciati ed eventuale depotenziamento della strada da tipo autostradale a extraurbano di categoria B. Le nuove proposte da 310 milioni e la depotenziata da 250 milioni di euro, richiedenti comunque nuovi e cospicui investimenti regionali stimati a 160 milioni, spinsero l'ente pubblico alla risoluzione del contratto, anche in seguito alla scarsa disponibilità in bilancio, oltre che a causa dei limiti di spesa previsti dal patto di stabilità per l'anno 2011.
In seguito alla rescissione del contratto tra Regione e consorzio costruttore dei circa 30 milioni di euro già spesi per la progettazione e presentazione della bretella solo 1,2 milioni sarebbero stati riottenuti dall'ente pubblico.

#### Soggetti costituenti Società Infrastrutture Toscane S.p.A.
- Autostrade per l'Italia S.p.A. (46%)
- CCIAA di Firenze (31%)
- Baldassini Tognozzi Pontello S.p.A. (5%)
- MPS Banca per l’Impresa S.p.A. (4,8%)
- Ergon Engineering and Contracting Consorzio Stabile (2,5%)
- Cariprato S.p.A. (2,2%)
- Consorzio Toscano Cooperative C.T.C. Soc. Coop (2,2%)
- CCIAA di Prato (2%)
- Banca CR di Firenze S.p.A. (1,5%)
- Carismi S.p.A. (1,5%)
- SPEA - Ingegneria Europea S.p.A. (0,6%)
- Consorzio Etruria Soc. Coop. A R.l. (0,5%)
- G.S.T. Global Service Toscana (0,2%)

## Progetti successivi
La "Bretellina Lastra-Indicatore", un nuovo progetto di bypass del 2017, avrebbe dovuto recuperare parte del progetto della vecchia bretella al fine di collegare lo svincolo della FI-PI-LI alla rete stradale extraurbana presso l'Indicatore al confine tra Signa e Campi Bisenzio. L'opera avrebbe dovuto essere formata da tre cavalcavia principali: il primo chiamato "Ponte del Giglio" con una struttura strallata ed il pilone a forma di giglio stilizzato, che superasse Arno e ferrovia Leopolda; gli altri due sul principale lago della cassa di espansione dei Renai e sul Bisenzio. Anche quest'ultima variante tuttavia saltò a causa dell'interferenza con nuove opere di compensazione per lo sviluppo dell'aeroporto di Firenze-Peretola previste nella zona del parco dei Renai a Signa, comprendenti un'oasi naturale con un ulteriore lago e zona umida sull'altra sponda del Bisenzio.
Un ennesimo più piccolo progetto presentato a marzo 2019 mantiene, traslato più a valle, solo la porzione di tracciato del "Ponte del Giglio" attraversante Arno e ferrovia. Il cavalcavia collegherà lo svincolo di Lastra della FI-PI-LI al parco dei Renai di Signa, anziché giungere diretto fino al confine con Campi Bisenzio come previsto dalla bretella precedente. L'avvio dei lavori del primo lotto del ponte fissato per il 2022 è stato poi posticipato al 2024. Quest'ultimo slittamento fu causato dalla riprogettazione del ponte stesso con un più classico ponte a travata richiesto dalla Soprintendenza di Firenze, caratterizzato da un viadotto di 900m e un'altezza sul livello del fiume di 22m contro i 15m dell'ipotesi di ponte strallato, a cui si aggiunse con l'occasione la realizzazione di una zona umida naturalistica compresa tra Arno e Bisenzio ed il potenziamento della cassa di espansione per la sicurezza idraulica del parco fluviale "di là d'Arno" di Lastra. Per la realizzazione dell'opera è prevista la spesa di 49,9 milioni di euro con conclusione dei lavori nel 2028.